# Hania (film 2007)
Hania – polski film obyczajowy w reżyserii Janusza Kamińskiego. Zdjęcia powstały w Warszawie i Konstancinie od 4 grudnia 2006 do 27 stycznia 2007

## Fabuła
Film opowiada historię współczesnego małżeństwa Wojtka i Oli, które popada w małżeńską rutynę. Na święta Bożego Narodzenia postanawiają wziąć do siebie chłopca, Kacpra, który mieszka w sierocińcu. Chłopiec tchnie nowego ducha w skostniałym małżeństwie Oli i Wojtka. Zmienia ich podejście do życia i siebie samych.

## Obsada aktorska
- Agnieszka Grochowska jako Ola, żona Wojtka
- Łukasz Simlat jako Wojtek, mąż Oli
- Maciej Stolarczyk jako Kacper
- Bartek Kasprzykowski jako Janek
- Halina Łabonarska jako matka Wojtka
- Tadeusz Borowski jako ojciec Wojtka
- Małgorzata Kożuchowska jako Kasia
- Szymon Bobrowski jako Marcel
- Stefan Burczyk jako Stary
- Katarzyna Kwiatkowska jako pielęgniarka Starego
- Daria Widawska jako wychowawczyni
- Hanna Piaseczna-Czerniak jako pielęgniarka
- Marta Dobecka jako sprzedawczyni
- Tadeusz Madeja jako sprzedawca
- Henryk Gołębiewski jako żul
- Joanna Rozkosz jako Zosia
- Jadzia Nalepa jako Jadzia
- Kamil Kubik jako Józef
- Beniamin Lewandowski jako mały Wojtek